# Im Seung-hwi
Im Seung-hwi (임승희; * 3. Februar 1946) ist ein ehemaliger nordkoreanischer Fußballspieler. Mit der Nationalmannschaft der Demokratischen Volksrepublik Korea nahm er 1966 an der Fußball-Weltmeisterschaft 1966 in England teil; hier bestritt Im Seung-hwi mit der Rückennummer „6“ alle vier Spiele gegen die Sowjetunion, Chile, Italien (jeweils Gruppenphase) und Portugal (Viertelfinale). 1966 stand er bei der Sportgruppe 25. April unter Vertrag. Außerdem kam der 164 Zentimeter große linke Außenläufer (bei der Weltmeisterschaft als Mittelfeldspieler bezeichnet) im Jahr 1965 in beiden WM-Qualifikationsspielen gegen Australien zum Einsatz; dabei traf er im Hinspiel zum zwischenzeitlichen 3:0.
Im Seung-hwi war im Oktober 2002 als einer der Überlebenden im Dokumentarfilm Das Spiel ihres Lebens zu sehen.